# Jemerrio Jones
Jemerrio Jones (ur. 9 kwietnia 1995 w Nashville) – amerykański koszykarz, występujący na pozycji niskiego skrzydłowego, obecnie zawodnik Wisconsin Herd.
6 lipca 2019 trafił w wyniku wymiany do Washington Wizards. 16 października został zwolniony.
21 grudnia 2021 zawarł 10-dniową umowę z Los Angeles Lakers. 31 grudnia 2021 dołączył ponownie do Wisconsin Herd.

## Osiągnięcia
Stan na 13 stycznia 2022, na podstawie, o ile nie zaznaczono inaczej.
NCAA
- Uczestnik turnieju NCAA (2017, 2018)
- Mistrz:
  - turnieju konferencji Western Athletic (WAC – 2017, 2018)
  - sezonu regularnego WAC (2018)
- Zawodnik roku WAC (2018)[8]
- MVP turnieju WAC (2018)
- Laureat:
  - WAC Sportsmanship Award (2018)
  - Joe Kearney Award (2018 dla najlepszego sportowca)
- Zaliczony do:
  - I składu:
    - WAC (2018)
    - defensywnego WAC (2018)
    - najlepszych nowo przybyłych zawodników WAC (2017)

  - składu honorable mention All-American Honorable Mention (2018 przez Associated Press)
- Lider:
  - NCAA w liczbie zbiórek:
    - 450 – 2018
    - w obronie (323 – 2018)

  - WAC w:
    - średniej zbiórek (13,2 – 2018)
    - liczbie:
      - zbiórek
        - 450 – 2018
        - w ataku (127 – 2018)
        - w obronie (323 – 2018)

      - celnych (163) i oddanych (289) rzutów za 2 punkty (2018)

Indywidualne
- Zaliczony do III składu G-League (2020)[9]